# Perissomastix montis
Perissomastix montis är en fjärilsart som beskrevs av László Anthony Gozmány. Perissomastix montis ingår i släktet Perissomastix och familjen äkta malar. Inga underarter finns listade i Catalogue of Life.